# CPI dos Terrenos de Marinha
A Comissão Parlamentar de Inquérito para Apurar Irregularidades na Utilização de Terrenos de Marinha foi uma comissão parlamentar de inquérito (CPI) criada pela Câmara dos Deputados do Brasil em 1964 para investigar irregularidades na gestão e ocupação de terrenos de marinha no litoral paulista.

## Contexto histórico
A CPI foi criada em resposta a denúncias da imprensa sobre irregularidades na utilização de terrenos de marinha, principalmente nos municípios de Santos, São Vicente e Guarujá. As denúncias incluíam construções envolvidas em escândalos, ocupações irregulares e má gestão do patrimônio público costeiro.
Os terrenos de marinha são bens da União localizados na faixa de 33 metros a partir da linha de preamar média de 1831, sendo fundamentais para a segurança nacional e o desenvolvimento costeiro ordenado.

## Criação e composição

### Instituição
- Data de criação: 23 de maio de 1964
- Resolução: nº 54-64 da Câmara dos Deputados
- Publicação: Diário do Congresso Nacional de 23.5.64, pág. 8.420[2]

### Composição partidária
A CPI foi composta por 9 deputados federais representando diferentes partidos:
Membros titulares:
- PSD: Levy Tavares, Orlando Bertoli, Plinio Costa
- PTB: Hélio Maghelzani, Paulo Mansur (posteriormente substituído por Pedroso Júnior)
- UDN: Dnar Mendes, Epílogo de Campos
- PSP: Broca Filho
- PDC: Dias Menezes

Mesa diretora:
- Presidente: Deputado Dias Menezes
- Relator: Deputado Epílogo de Campos
- Relator Substituto: Deputado Nicolau Tuma

## Trabalhos realizados

### Metodologia
A CPI adotou uma abordagem abrangente que incluiu:
- 16 reuniões (13 em Brasília, 2 em Santos, 1 em São Paulo)
- Oitiva de 13 testemunhas, incluindo prefeitos, deputados e técnicos
- Diligências in loco nos municípios investigados
- Análise documental extensa

### Principais testemunhas
Entre as personalidades ouvidas destacam-se:
- Alberto Botti (Presidente do Instituto dos Arquitetos do Brasil)
- Francisco Matarazzo Sobrinho (Prefeito de Ubatuba)
- Fernando Ridel (Prefeito de Santos)
- Prefeitos de Ubatuba, São Sebastião, Cubatão, Caraguatatuba e Ilhabela
- Deputados federais e estaduais
- Funcionários do Serviço do Patrimônio da União

### Documentação analisada
A CPI examinou mais de 20 tipos de documentos, incluindo:
- Legislação federal sobre patrimônio imobiliário da União
- Ofícios e comunicados de prefeituras municipais
- Recortes de jornais com denúncias
- Pareceres técnicos de engenharia
- Fotografias de construções irregulares
- Cartas de autoridades locais

## Principais conclusões

### Responsáveis identificados
A CPI concluiu que as irregularidades eram de responsabilidade mútua de:
1. Prefeituras Municipais locais - por falta de controle e fiscalização
2. Secretaria do Patrimônio da União - por deficiências administrativas

### Causas das irregularidades
- Legislação inadequada (federal e municipal)
- Aparelhamento deficiente do Serviço do Patrimônio da União
- Falta de pessoal qualificado e recursos financeiros
- Ausência de controle efetivo sobre ocupações

### Casos específicos investigados
- Invasões no Jardim Rádio Clube (Santos): 300 famílias ocupando irregularmente terrenos de mangue
- Irregularidades no "Monte Cabrão": exploração inadequada de terrenos de marinha
- Construções irregulares em Guarujá, Santos e São Vicente
- Aforamentos não regulamentados ao longo do litoral paulista

## Recomendações

### Reforma administrativa
- Criação de Grupo de Trabalho interministerial envolvendo Ministério da Fazenda, Ministério da Agricultura, Negócios Interiores, Conselho de Segurança Nacional e outros órgãos
- Reestruturação do Serviço do Patrimônio da União com maior aparelhamento técnico e financeiro

### Reforma legislativa
- Revisão do Decreto-lei nº 9.760/1946 eliminando dispositivos inconstitucionais
- Elaboração de nova legislação para melhor proteção do patrimônio imobiliário da União

### Critérios de utilização
Estabelecimento de prioridades para uso de terrenos de marinha:
1. Serviço público (federal, estadual, municipal)
2. Fins urbanísticos e turísticos
3. Fins econômicos e sociais
4. Estabelecimentos de pesca

## Aprovação e encaminhamentos

### Projeto de Resolução nº 121 de 1965
Em 2 de outubro de 1964, a CPI aprovou por unanimidade o relatório final, resultando no Projeto de Resolução nº 121 de 1965, que:
- Aprovou as conclusões da comissão
- Determinou envio das recomendações ao Presidente da República
- Encaminhou cópias às prefeituras municipais de Ubatuba, Ilhabela, Caraguatatuba, São Sebastião, Santos, São Vicente, Cubatão, Itanhaém e Cananéia[3][4]

## Legado e importância

### Impacto institucional
A CPI dos Terrenos de Marinha de 1965 estabeleceu precedentes importantes para:
- Fiscalização parlamentar do patrimônio público costeiro
- Controle da especulação imobiliária em áreas sensíveis
- Proteção de ecossistemas costeiros de interesse nacional
- Responsabilização de gestores públicos na administração territorial

### Relevância contemporânea
As questões investigadas pela CPI permanecem relevantes, considerando:
- A crescente pressão imobiliária no litoral brasileiro
- A necessidade de proteção ambiental de áreas costeiras
- A importância do controle público sobre terrenos estratégicos
- Os conflitos fundiários em zonas costeiras urbanas

## Documentação histórica
O relatório completo da CPI foi publicado no Diário do Congresso Nacional, Seção I, de 30 de setembro de 1965, constituindo importante documento histórico sobre a gestão do patrimônio público no Brasil durante a década de 1960.